# بلاستيدة أولية

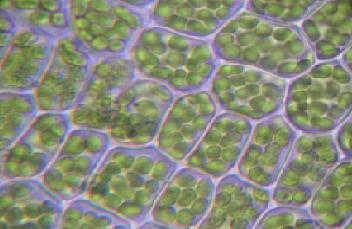
صورة مجهرية ضوئية للبلاستيدات الخضراء

الصانعات الأولية (بالإنجليزية: Proplastid)‏ هي صانعات صغيرة تشبه في بنيتها المتقدرة، ولا يمكن تمييزها إلا بواسطة المجهر الإلكتروني، موجودة في الخلايا البارضية للنباتات الراقية، وتعتبر هذه الصانعات منشأ أو أصل الصانعات الأخرى حيث يمكن أن تتحول إلى الأنواع المختلفة من الصانعات.